# Sam Eyde

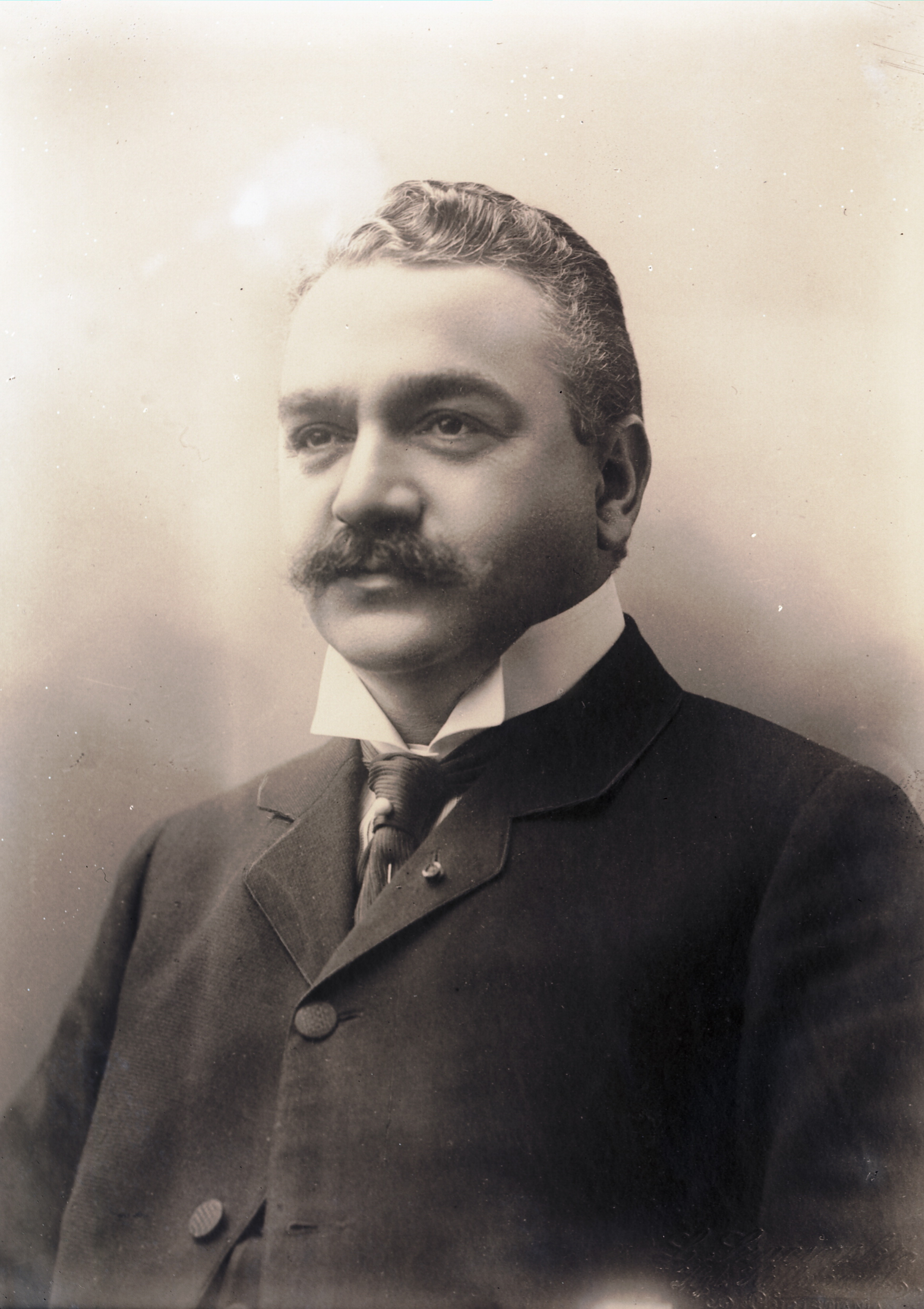
Sam Eyde, fotografiert 1910

Samuel Eyde (* 29. Oktober 1866 in Arendal; † 21. Juni 1940 in Åsgårdstrand) war ein norwegischer Ingenieur und Industrieller.

## Leben
Eyde, Sohn eines Reeders, absolvierte ein Ingenieurs-Studium in Oslo und ab 1886 in Berlin. 1891 legte er sein Examen als Bauingenieur ab. Zwischen 1891 und 1895 war er in Hamburg, Dortmund (bei der Dortmunder Union) und Lübeck (Bau des Elbe-Trave-Kanals) mit der Planung neuer Eisenbahnstrecken und Brückenkonstruktionen befasst. 1895 heiratete er Anna Ulrikka Mörner, die Tochter eines schwedischen Grafen. Ab 1897 betrieb er zusammen mit seinem früheren Chef in Hamburg und mithilfe schwedischen Kapitals die Firma Gleim & Eyde, die Niederlassungen in Hamburg, Kristiania (heute Oslo) und Stockholm unterhielt und zeitweise 30 Ingenieure beschäftigte. Sie bauten u. a. Wasserkraftwerke.
Im Jahr der norwegischen Unabhängigkeit, 1905, gründete er in enger Kooperation mit dem norwegischen Physiker Kristian Birkeland und dem schwedischen Bankier Marcus Wallenberg den Konzern Norsk Hydro, der zunächst in Notodden und Rjukan Kunstdünger mit dem nach Eyde und Birkeland benannten Birkeland-Eyde-Verfahren produzierte (Gewinnung von Stickstoff aus der Luft im Lichtbogen). Das Verfahren benötigt sehr viel Energie, deren Verfügbarkeit aus Wasserkraft in Norwegen war ein großer Vorteil. Ab 1907 arbeiteten sie mit BASF zusammen. Eyde war bis 1917 Direktor der gemeinsamen Firma und wandte sich dann der Politik zu.
Nach dem Zweiten Weltkrieg produzierte Norsk Hydro auch Magnesium und Aluminium und begann 1964, lange nach dem Tod Eydes, mit der Förderung des Erdöls auf dem norwegischen Kontinentalsockel. Im nach ihm benannten Küstenort Eydehavn (östlich von Arendal) ließ er 1912 ein Aluminiumschmelzwerk und eine Siliziumkarbidanlage erbauen; weitere Projekte verwirklichte er im westnorwegischen Tyssedal (bei Odda). An verschiedenen Orten, so etwa in Rjukan, nutzte er die reichlich vorhandenen Wasserressourcen zur Errichtung moderner Elektrizitätswerke. Die Industrieanlagen und Arbeiterwohnungen in Rjukan gestaltete er nach deutschem Vorbild. 1918 verließ Eyde auf eigenen Wunsch den Vorstand von Norsk Hydro.
Die Technische Hochschule Darmstadt verlieh Eyde 1911 die Ehrendoktorwürde. Zwischen 1918 und 1920 saß er als Abgeordneter im Storting. Von 1920 bis 1923 war er Botschafter seines Landes in Polen.
Ein Jahr vor seinem Tod vollendete Eyde seine Autobiographie mit dem Titel Mitt liv og mitt livsverk (Mein Leben und mein Lebenswerk), Oslo 1939 (2. Aufl. 1956).